# نشأة الآليين
نشأة الآليين مسلسل أنمي ياباني عرض لأول مره في 10 أبريل 2005 واستمر عرضه حتى 26 مارس 2006 . تمت دبلجة المسلسل للغة العربية وعرض على قناة إم بي سي 3 .

## روابط خارجية
- Official Zoids Genesis homepage
- نشأة الآليين على موقع IMDb (الإنجليزية)
- نشأة الآليين على موقع قاعدة بيانات الفيلم (الإنجليزية)
- نشأة الآليين على موقع ANN anime (الإنجليزية)